# Mostaganém

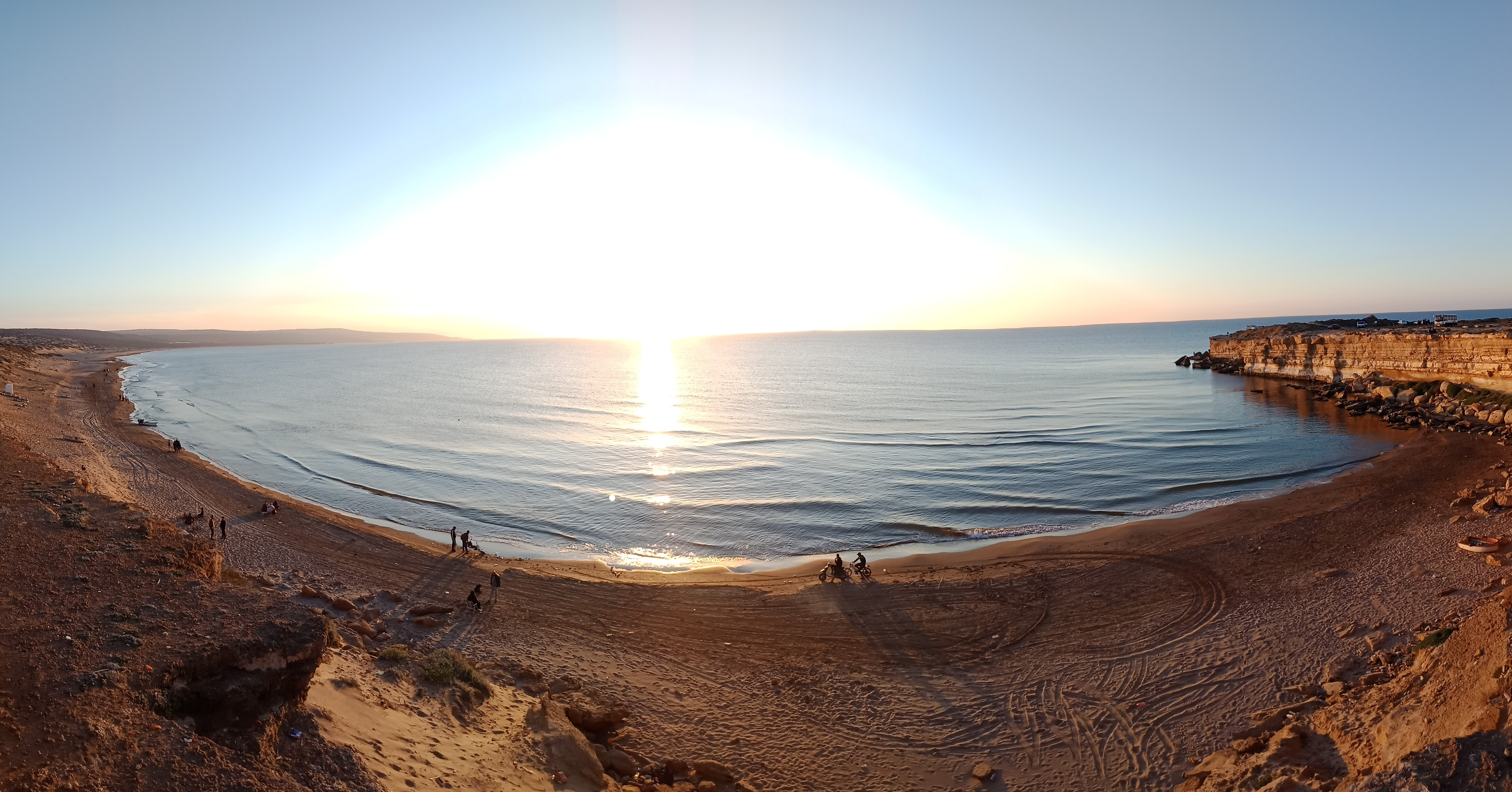
Praia de Sidi Laquedar

Mostaganém (em árabe: مستغانم) é uma cidade portuária e distrito da Argélia que serve como capital da província de Mostaganém. De acordo com o censo de 2012, a população total da cidade era de 153 332 habitantes.